# Casalvecchio di Puglia
Casalvecchio di Puglia là một đô thị thuộc tỉnh Foggia trong vùng Puglia ở Ý. Đô thị này có diện tích km², dân số người.
Đô thị này giáp với các đô thị sau: Casalnuovo Monterotaro, Castelnuovo della Daunia, Pietramontecorvino, Torremaggiore.